# James Ryder Randall
Pour les articles homonymes, voir Ryder.
James Ryder Randall (1er janvier 1839 à Baltimore - 15 janvier 1908 à Augusta) était un journaliste et un poète américain.
On se souvient de lui, en particulier pour son poème Maryland, My Maryland, qui lui valut aussi d'être appelé le Poet Laureate of the Lost Cause (« poète des causes perdues »). Son texte devint l'un des chants guerriers des États confédérés d'Amérique après qu'il fut mis en musique pendant la Guerre de Sécession par  Jennie Cary, membre d'une famille influente du Maryland et de Virginie. Il devint plus tard l'hymne de l'État du Maryland.

## Études et carrière
Randall fréquenta la Georgetown University, mais n'en fut pas diplômé. Il devint néanmoins président du département d'anglais du Poydras College (aujourd'hui Poydras High School à New Roads) de Pointe-Coupée en Louisiane. Ses voyages le conduisirent dans les Caraïbes et en Amérique du Sud.
James Ryder Randall est enterré dans le cimetière de Magnolia, à Augusta en Géorgie.

## Œuvres
- Maryland, My Maryland, and Other Poems, Baltimore, J. Murphy Co., 1908 (OCLC 3047588).
- The Poems of James Ryder Randall, London, Burns & Oates, 1910 (OCLC 18486175).

## Sources
- Cyrille Arnavon, Histoire littéraire des États-Unis, Paris, Hachette, 1953 (OCLC 425156).
- « Randall, James Ryder » dans American national biography, v. 18, 1999 (OCLC 60932326).